# Alocasia fornicata
Alocasia fornicata es una especie de planta perenne rizomatosa o tuberosa de hojas anchas de muchos nervios, de la familia Araceae, nativa de Indochina y del subcontinente indio. Pecíolo ligeramente rosado, hojas triangulares anchas y un estolón que crece horizontalmente.
El espádice de la planta se recolecta y se cocina en los estados de Mizoram, Manipur y Tripura, en el noreste de India, donde la planta se conoce localmente como Baibing en Mizo. Alocasia affinis también se consume. Ambos son vegetales de estación muy consumidos.
La planta, incluido el espádice, contiene cristales de oxalato de calcio en forma de aguja conocidos como rafidios que se cree que son un mecanismo de defensa contra los depredadores de plantas que pueden desgarrar y dañar las membranas mucosas de la garganta o el esófago.

## Taxonomía
Alocasia fornicata fue descrita por el botánico y horticultor austriaco Heinrich Wilhelm Schott y publicada en Oesterreichisches Botanisches Wochenblatt 4: 410 en 1854.